# درچه (الیگودرز)
دُرچه یک روستا در ایران است که در دهستان زز غربی از توابع شهرستان الیگودرز در استان لرستان واقع شده‌است.
 درچه ۴۵ نفر جمعیت دارد.